# Ben Gorm
Ben Gorm  là một ngọn núi ở phía tây nam Hạt Mayo, Ireland.